# Acolytes
Pour le film, voir Acolytes (film).
Les Acolytes sont un groupe de super-vilains appartenant à l'univers de Marvel Comics. Ils firent leur première apparition dans X-Men #1 (la seconde série), en 1991

## Origine
Les Acolytes étaient à l'origine des mutants pourchassés par le S.H.I.E.L.D., menés par Fabian Cortez. Magneto leur offrit un abri dans sa station spatiale, l'Astéroïde M.
Fabian Cortez réussit à les manipuler pour en faire des martyrs, ce qui causa leur mort.
Fabian dirigea un second groupe d'Acolytes, dont la première mission fut d'attaquer une école pour handicapés et y trouver un jeune mutant. Les X-Men les firent battre en retraite. Après cela, ils kidnappèrent Moira MacTaggert. Moira fut sauvée par les X-Men.
Leur attaque suivante cibla un hôpital. Plusieurs malades en phase terminale furent tués.
Havok et Facteur-X les affrontèrent dans une base militaire, où ils venaient enlever Vif-Argent, le fils de Magneto.
Pendant ce temps, Magneto fit son retour pour récupérer les Acolytes. Il fit d'Exodus son héraut.
Après Age of Apocalypse, les Acolytes découvrirent un cocon flottant dans l'espace. Ils l'ouvrirent et réveillèrent Holocauste. Ce dernier fit un carnage dans la station, Avalon, qui ne tarda pas à exploser.
Bien plus tard, quand Magneto devint le maître de Génosha, une nouvelle équipe formée d'anciens et de nouveaux, fut formée. Magneto se servit des Acolytes pour contrôler l'île. Après la guerre civile, la nation prospéra ... jusqu'à ce que des Sentinelles contrôlées par Cassandra Nova arrivent pour dévaster Génosha, faisant plusieurs millions de morts sur leur passage ...
Exodus reforma une troupe d'Acolytes. À la recherche des Carnets de Destinée, les terroristes furent toutefois vaincus par les X-Men. Ils réapparurent pourtant, cette fois-ci lancés à la recherche du premier nouveau-né mutant depuis le M-Day. Encore une fois, Exodus fut vaincu par les X-Men. Il réussit toutefois à enlever Xavier à l'insu des X-Men. Grâce à ses puissants pouvoirs psychiques, il tenta de remodeler la personnalité du professeur, mais ce dernier, avec l'aide de Magnéto et Karima Shapandar, se libéra.

## Membres

### Première équipe
Ce groupe fit son apparition dans X-Men vol.2 #1, sur l'Astéroide M.
- Fabian Cortez
- Anne-Marie Cortez : sœur de Fabian, morte dans la chute de l'Astéroïde M
- Chrome (Allen Marc Yuricic) : est entièrement dévoué au maître du magnétisme, Magneto. Lorsque l'astéroïde M s'écrasa sur Terre, Chrome utilisa son pouvoir pour protéger Magnéto. Il fut tué lors de l'impact. Chrome était un mutant qui pouvait générer de l'énergie quantique pour transformer la matière. On l'a vu transformer sa peau en acier organique, ou pétrifier ses adversaires, ou encore voler dans les airs, propulsé par l'énergie. Sa physiologie le rendait plus endurant qu'un être humain normal.
- Delgado (Marco Delgado) : Il trouva la mort lors de la destruction de l'Astéroide, dans un plan de Fabian Cortez pour gagner des points dans le jeu opposants les Parvenus. Delgado était un mutant pouvant augmenter sa taille, sa force, sa vitesse et son endurance, grâce à une énergie extra-dimensionnelle. Les limites de son pouvoirs n'ont jamais été mesurées.
- Winters (Nance Winters) : statut inconnu.

### Deuxième équipe
Ce groupe fit sa première apparition dans Uncanny X-Men #298, quand il fut rassemblé par Fabian Cortez.
- Milan (Fransisco Milan) : Il est l'un des Acolytes qui aidèrent à capturer Moira MacTaggert. Il fut tué sur Avalon quand la base fut attaquée par Holocauste dans X-Men vol.2  #42. Milan était un mutant qui pouvait convertir les ondes cérébrales en énergie électromagnétique. Il s'en servait pour projeter les pensées sous la forme de films, et communiquer avec les machines.
- Melloncamp (Seamus Mellencamp) : Il fut maltraité dans sa jeunesse à cause de sa mutation. Melloncomp a un certain sens de l'honneur, se prenant parfois pour un noble chevalier, Magnéto étant son roi. Il est d'un naturel calme, sauf au combat où il fait preuve d'une sauvagerie frappante. Il rejoignit Magnéto, avec les Acolytes. Lors de son premier affrontement contre les X-Men, il est catapulté à plusieurs centaines de kilomètres (du Mont Saint-Michel aux Alpes) par Jean Grey. Il aurait été tué dans un combat contre l'Homme-Multiple, qui a créé un double dans son corps. On le revit, sans explication sur son retour, suivant les Acolytes d'Exodus à Génosha. On ignore ses activités depuis que l'île a été ravagée par les Sentinelles. Melloncomp est un mutant au corps reptilien, mesurant plus de 2,20 m et pesant plus de 200 kg. Sa mutation empêche la graisse de se constituer, ne laissant que les muscles. Ses mains se terminent en griffes, ses dents sont des crocs acérés et il possède une queue préhensile. Il possède une force surhumaine, lui permettant de soulever un camion, et il ne se fatigue que très rarement grâce à son immense endurance. Les sens de Melloncomp sont hyper-développés. Il peut voir dans l'obscurité, dans une lumière aveuglante, et même sous l'eau. Son ouïe est aussi efficace, et son odorat l'aide à pister ses proies, même si la trace remonte de plusieurs jours. Son sens du goût serait lui aussi extraordinaire.
- Javitz (Isaac Javitz) : On ne sait rien de son passé, mais il semble qu'il connaissait les X-Men bien avant son apparition. Il fut tué par Holocauste (comics) quand ce dernier attaqua la station Avalon., dans X-Men v2 #43. Javitz était un mutant borgne de grande taille. Sa force était au-dessus de la normale.
- Rusty Collins : tué par Holocauste.
- Katu : semble avoir trouvé la mort lors de l'attaque de Génosha par les Sentinelles de Cassandra Nova. Le mutant Katu pouvait provoquer des anomalies atmosphériques, pour troubler les conditions climatiques. Aussi, il absorbait l'énergie électro-magnétique, qui servait à alimenter en énergie ses bras bioniques, lui donnant une puissance d'impact énorme. Ses bras servaient aussi de conduits pour relâcher cette énergie sous la forme de rafale de force.
- Cargill (Johanna Cargill, AKA Frenzy) : en prison
- Unuscione (Carmella Unuscione)
- les frères Kleinstocks (Sven, Eric et Harlan Kleinstock) : un tué lors d'un affrontement avec les X-Men, les autres présumés morts à Génosha
- Neophyte : présumé mort à Génosha
- Spoor (Andrew Graves) : présumé mort à Génosha
- Voght (Amelia Voght)
- Senyaka : chassé par Magnéto, puis employé par Mister Sinistre.
- Exodus (Bennet Du Paris) : actuellement leader de la Confrérie des Mauvais Mutants
- Skids (Sally Blevins) : agent de X-Corp Los Angeles, puis membre des 198.
- Rakkus (David Anthony Rice) : statut inconnu.
- Scanner (Sarah Ryall) : sans pouvoir après le M-Day.
- Colossus : revenu chez les X-Men.

### Troisième équipe
Ces recrues furent menées par Exodus.
- Orator (Victor Ludwig) : statut inconnu.
- Kamal (Kamal El Alaqui) : présumé mort à Génosha.
- Decay (Jacob Lashinski) : tué par ses propres pouvoirs.
- Gargouille (Lavinia Leblanc) : présumée morte à Génosha.
- Joseph : décédé en se sacrifiant pour sauver les X-Men.
- Projector (Zachary Williams) : Présumé mort à Génosha.

### Quatrième équipe
Ces Acolytes récents furent découverts dans X-Men: the Magneto War, quand ce dernier s'installa à Génosha.
- Rem-Ram (Marcus Andrews) : présumé mort à Génosha.
- Static (Gianna Carina Esperanza) : présumée morte à Génosha.
- Barnacle (Mortimer Everett) : présumé mort à Génosha.
- Vindaloo (Venkat Katragadda) : présumé mort à Génosha.

### Cinquième équipe
À la veille de la Décimation des mutants, Exodus reforma une équipe pour sauver la race mutante. L'équipe attaqua plusieurs cibles, dont l'Académie de Charles Xavier, gardée par Colossus et Kitty Pryde.
- Cargill
- Tempo
- Random
- Unuscione
- Sentinel (Karima Shapandar)
- Voght

Xavier les retrouva et confronta Exodus sur la réalité à venir et ses positions. Ayant réfléchi, Exodus dissout le groupe.